# Seid Lizde
Seid Lizde (né le 8 juillet 1995 à Catane en Sicile) est un coureur cycliste italien, naturalisé bosnien en 2019.

## Biographie
À la fin de la saison 2018, il est stagiaire dans l'équipe Androni Giocattoli-Sidermec, avec laquelle il remporte sa première victoire professionnelle sur le Tour de Chine II.

## Palmarès sur route

### Par année
- 2013
  -  Champion d'Italie du conte-la-montre juniors
  - Giro delle Conche
  - 2e du Tour du Frioul Juniors
- 2014
  - Coppa Città di Bozzolo
  - 2e du championnat d'Italie du contre-la-montre espoirs
  - 3e du Mémorial Danilo Ferrari
  - 3e du Bracciale del Cronoman
- 2015
  - 2e du Grand Prix Laguna
  - 2e du Mémorial Gianni Biz
  - 2e de la Ruota d'Oro
  - 2e du Trophée Raffaele Marcoli
  - 2e du Gran Premio Somma
  - 3e du Grand Prix Ceda
- 2016
  - Gran Premio Chianti Colline d'Elsa
  - 2e du Tour de la Province de Bielle
  - 2e du Grand Prix Industrie del Marmo
  - 3e du Mémorial Carlo Valentini
  - 3e du championnat d'Italie du contre-la-montre espoirs
- 2017
  -  Champion d'Italie du contre-la-montre par équipes espoirs[2]
  - Coppa Fiera di Mercatale
  - Gran Premio della Liberazione
  - 2e du Circuito del Compitese
  - 2e du Trofeo Piva
  - 3e de l'Astico-Brenta
  - 3e du Tour d'Émilie amateurs
- 2018
  - 3e étape du Tour de Chine II

### Classements mondiaux
| Année           | 2015 | 2016 | 2017 |
| --------------- | ---- | ---- | ---- |
| UCI Europe Tour | 243e | 696e | 644e |

## Palmarès sur piste

### Championnats d'Europe
- Anadia 2013
  -  Médaillé d'argent de la course aux points juniors